# حيان بن الحارث البارقي
حيان بن الحارث بن عبد يغوث بن جاهمةَ بن الحارث البارقي الأزدي (20 ق هـ - 61 هـ / 603- 680م)، أبي عقيل: مخضرم، أدرك الإسلام ولم يلتق بالنبي ﷺ، من الفرسان الشجعان، وأحد الأشراف الأعيان، من بيت وجاهة ورياسة، فكان جده (عبد يغوث) أحد الأشراف السادة في الجاهلية، وأبوه (الحارث بن عبد يغوث) من أشراف العرب في زمانه.
شهد هو وقومه فتوح العراق في خلافة عمر بن الخطاب، فنزل الكوفة. ولما آلت الخلافة إلى علي بن أبي طالب، شهد هو وبنوه حروبه، وكان معه يوم النهروان في قتال الخوارج، وفي ذلك قال الخطيب البغدادي: «حيان بْن الحارث أَبُو عقيل الكوفي: شهد مَعَ علي بْن أَبِي طالب حرب الخوارج بالنهروان»، وقال شبيب بن غرقدة البارقي: «عن حيان، قال: أهللنا مع علي، فسار بنا إلى النهروان»، كما شهد ابنه قرة حرب الخوارج، وفي ذلك قال التابعي المشهور إبراهيم النخعي: «عَنْ قُرَّةَ بْنِ حَيَّانَ بْنِ الْحَارِثِ، قَالَ: «تَسَحَّرْنَا مَعَ عَلِيِّ بْنِ أَبِي طَالِبٍ رَضِيَ اللهُ عَنْهُ، فَلَمَّا فَرَغَ مِنَ السُّحُورِ، أَمَرَ الْمُؤَذِّنَ، فَأَقَامَ الصَّلَاةَ».
حضر وقعة كربلاء وقتل يومها في محرم سنة 61 هـ. يحدث عن: الخليفة علي بن أبي طالب، وجندب الأزدي المقتول في وقعة صفين. وعنه يحدث: الصحابي الجليل عروة بن الجعد البارقي، وشبيب بن غرقدة البارقي.

## النسب
- هو: حيان بن الحارث بن عبد يغوث بن جاهمة بن الحارث بن عوف بن عمرو بن سعد بن ثعلبةَ بن كنانة ينتهي نسبه إلى بارق بن حارثة بن عمرو مزيقياء بن عامر ماء السماء بن حارثة الغطريف بن امريء القيس بن ثعلبة بن مازن بن الأزد بن سبأ.[3] وقد تصحف اسمه في بعض المصادر إلى حبان.
- أبوه: الحارث بن يغوث بن جاهمةَ بن الحارث البارقي: من أشراف العرب السادة في الجاهلية.[4][5]
- أخيه: الحارث بن الحارث بن يغوث البارقي (نحو 40 ق هـ - 20 هـ): من رؤساء العرب، انتدبه عمر بن الخطاب مع حميضة البارقي لتحرير العراق، فشهد معركة القادسية سنة 15 هـ.[15]ذكره المدائني وسيف بن عمر في أمراء سعد بن أبي وقاص.[16][17]

- ابنه: قرة بن حيان بن الحارث البارقي (نحو 1 ق هـ - 70 هـ): يكنى أبو طارق، له إدراك، ثقة،[18] شهد فتوح العراق مع أبيه وقومه، فسكنوا الكوفة. وكان وقومه مع علي بن أبي طالب في حروبه. يحدث عن: علي بن أبي طالب،[19] وبلال بن رباح.[20] ويحدث عنه: إبراهيم النخعي،[9] ويزيد بن أبي زياد الهاشمي.[21]
- حفيده: طارق بن قرة بن حيان (نحو 20 هـ - 80 هـ): تابعي، حضر مع أبيه وجده حيان حروب علي بن أبي طالب. وروى البخاري من طريق شبيب بن غرقدة عنه وعن جده قولهما: « تسحرنا مع عليّ».[8]
- ابن عم: عبد الله بن عمار البارقي:  صحابي،[22][23]نزل الكوفة في خلافة عمر بن الخطاب، وبقى حياً إلى بعد سنة 61 هـ.[24] صحب أمير المؤمنين علي بن ابي طالب،[25][26][27] وشهد معه مشاهده،[28][29]ويحدث عنه التابعون بعض أخبار وقعة صفين.[30][31]شهد يوم كربلاء شيخاً ممارسا وهو ابن بِضْع وسبعين عاماً، وفي حضوره روى الزبير بن بكار عن المدائني عن أشياخه:«قال عبد الله بن عمار بن عبد يغوث: ما رأيت مكثورا قط أربط جأشا من الحسين  قتل ولده وجميع أصحابه حوله، وأحاطت الكتائب به، فو الله لكان يشدّ عليهم، فينكشفوا عنه اِنكشاف المعز شدّ عليها الأسد».[32][33]وعتب عليه مشهد مقتل الحسين بن علي، قال أبو مخنف: «عٌتب عَلَى عَبْد اللَّهِ بن عمار بعد ذلك مشهده قتل الحسين، فقال عبد الله بن عمار: إن لي عندي بني هاشم ليدا، قلنا له: وما يدك عندهم؟ قَالَ: حملت على حسين بالرمح فانتهيت إليه، فو الله لو شئت لطعنته، ثُمَّ انصرفت عنه غير بعيد، وقلت: مَا أصنع بأن أتولى قتله! يقتله غيري».[34][35][36]

## روايته للحديث
- يحدث عن: الخليفة علي بن أبي طالب،[10][11] وجندب الأزدي المقتول في وقعة صفين.[12]
- يحدث عنه: الصحابي الجليل عروة بن الجعد البارقي،[13] وشبيب بن غرقدة البارقي.[14]